# Half Light (Athlete)
Half Light is een nummer van de Britse rockband Athlete uit 2005. Het is de tweede single van hun tweede studioalbum Tourist.
Het nummer was de opvolger van de hit Wires. In tegenstelling tot de voorganger kent "Half Light" een vrolijker geluid. Het nummer leverde Athlete met een 16e positie wederom een hit op in het Verenigd Koninkrijk. Daarbuiten wist de plaat de hitlijsten niet te halen.